# Tridactylus angustus
Tridactylus angustus är en insektsart som beskrevs av Günther, K.K. 1995. Tridactylus angustus ingår i släktet Tridactylus och familjen Tridactylidae. Inga underarter finns listade i Catalogue of Life.